# مارتا مورينو فيغا
مارتا مورينو فيغا (بالإنجليزية: Marta Moreno Vega)‏ هي عالمة الإنسان ومُدرسة أمريكية، ولدت في 3 يناير 1952 في هارلم الشرقية ‏ في الولايات المتحدة.